# Newhart (série télévisée)
Newhart est une série télévisée américaine de sitcom en cent quatre-vingt-quatre épisodes de 24 minutes, diffusés entre le 25 octobre 1982 et le 21 mai 1990 sur le réseau CBS.
Cette série est inédite dans tous les pays francophones.

## Fiche technique
Sauf indication contraire, les informations mentionnées dans cette section peuvent être confirmées par la base de données cinématographiques IMDb,  présente dans la section « Liens externes ».
- Titre original : Newhart
- Réalisation : Dick Martin, Will Mackenzie, Peter Baldwin, Michael Lessac, David Steinberg, John Tracy, Lee Shallat Chemel, Ellen Gittelsohn, John Pasquin, Jim Drake, Rod Daniel, David Mirkin, Burt Brinckerhoff, John Rich, Michael Zinberg, Richard Sakai, Arlene Sanford et Peter Scolari
- Scénario : Barry Kemp, Sheldon Bull, Norm Gunzenhauser, David Tyron King, Tom Seeley, Nell Scovell, Tom Anderson, Billy Van Zandt, David Mirkin, Barbara Hall, Bob Bendetson, Jeff Lewis, Neal Marlens, Jesse Levine, David Silverman et Heather Stewart-Whyte
- Photographie : George LaFountaine, Wayne Kennan et Robert F. Liu
- Musique : Henry Mancini, Tim Truman, Nelson Riddle, Terry Woodson, Dan Foliart et Howard Pearl
- Casting : Molly Lopata, Andrea Cohen, Stanley Carr, Eugene Blythe et Jacklyn Briskey
- Montage : Mike Wilcox, Tim Clark et Marco Zappia
- Décors : Bruce Kay, Charles E. Tycer, Fred S. Winston et Warren Welch
- Production : Stephen C. Grossman, Arnie Kogen, Sheldon Bull, Barton Dean, Richard Rosenstock et Roy Teicher
  - Producteur délégué : Douglas Wyman, David Mirkin, Dan Wilcox, Mark Egan, Mark Solomon et Barry Kemp
  - Producteur superviseur : Bob Bendetson
  - Producteur consultant : Matt Dinsmore et Stu Kreisman
  - Producteur associé : Jay Kleckner et Michael R. Cannata
  - Producteur superviseur : Shelley Zellman
  - Coproducteur : Michael Loman et Chris Cluess
- Sociétés de production : MTM Enterprises
- Société de distribution : 20th Television
- Chaîne d'origine : CBS
- Pays d'origine :  États-Unis
- Langue originale : anglais
- Genre : Sitcom
- Durée : 24 minutes

## Distribution

### Acteurs principaux
- Bob Newhart : Dick Loudon
- Mary Frann (en) : Joanna Loudon
- Tom Poston : George Utley
- Jennifer Holmes : Leslie Vanderkellen
- Steven Kampmann (en) : Kirk Devane
- William Sanderson : Larry
- Tony Papenfuss (en) : Darryl
- John Voldstad (en) : Darryl
- Julia Duffy : Stephanie Vanderkellen
- Peter Scolari : Michael Harris

### Acteurs récurrents et invités
- William Lanteau (en) : Chester Wanamaker
- Thomas Hill : Jim Dixon
- Rebecca York : Cindy Parker-Devane
- Jeff Doucette : Harley Estin
- Fred Applegate (en) : J.J. Wall
- Ralph Manza (en) : Bud
- Linda Carlson : Bev Dutton
- Todd Susman (en) : Officier Shifflett
- Melanie Chartoff : Dr Mary Kaiser
- Kathy Kinney : Prudence Goddard
- David Pressman : M. Rusnak
- José Ferrer : Arthur Vanderkellen
- Priscilla Morrill (en) : Marian Vanderkellen
- Ernie Sabella : Ed Halstead
- Richard Venture : Doc Owens
- Parley Baer : Buck
- Bill Quinn : le ministre
- Richard Stahl : Len
- Alex Hyde-White : Scooter Drake
- Ruth Gordon : Blanche Devane
- Stella Stevens : Erica Chase
- Eileen Brennan : Corinne Denby
- John C. Reilly : John Carson
- John Putch : Bill Coder
- Ernie Lively : Eric Hall
- Raye Birk : Dean Dackman
- Earl Boen : Len Bicksel
- Kevin Scannell : Bart
- Derek McGrath : Eugene Wiley
- Jack Kehler : Tommy Lee Holliday
- Craig Bierko : Dirk
- Nancy Lenehan : Kristi Castetter
- Michael McManus : Cal Lentley
- Jean Bruce Scott : Susan Polgar
- Beau Starr : le prisonnier
- Stuart Charno : Ernie
- Robert Pastorelli : le cycliste
- Willie Garson : M. Whorley
- Blake Clark : Roby
- Ellen Albertini Dow : Dorothy Benson
- Dan Gilvezan : Bill
- Ed McMahon : lui-même
- Howard McGillin : Blake LeMaster
- Rue McClanahan : Eleanor Smathers
- Alley Mills : professeur
- Jerry Van Dyke : Roy Herzog
- Dana Elcar : Sam Ebersol
- Daniel J. Travanti : lui-même
- Susan Ruttan : Sarah
- Scott Curtis : Mitch Stevens
- Robert MacNaughton : Andy
- Betsy Palmer : Gayle Crowley
- Don Rickles : Don Prince
- Inga Swenson : Madelyn Stone
- Henry Gibson : Giddy Goose
- Bill Daily : Sam Leary
- Robert Hogan : Sénateur David Dannon
- Guy Boyd : Colonel Lloyd Mennenger
- Billie Bird : Ella Hayes
- Priscilla Pointer : Clara Whitscomber
- Jay Kogen : un étudiant
- Jason Alexander : Ramming
- Dan Frischman : Mortician
- Barbara Tarbuck : Mme Fletcher
- George Wallace : Ernest McKenna
- Macon McCalman : Paul Frazier
- Alan North : Bill Rivers
- Lyle Talbot : Cousin Ned
- Paddi Edwards : une étudiante
- Barbara Perry : une touriste
- Estelle Getty : Elsa Carruthers
- David Wayne : M. Pittman
- Liz Sheridan : Mme Spencer
- Laura Waterbury : une cliente de l'hôtel
- Don Diamond : Elton
- Valerie Mahaffey : Jolene
- Emma Samms : elle-même
- Bill Maher : Norm Murphy
- Ann Nelson : Hazel Ferneyhough
- Diana Bellamy : une infirmière
- Bob Elliott : Bill Loudon
- Frances Fisher : Libby
- Ann Morgan Guilbert : Tante Bess
- Frances Bay : Mme Henderson
- Nancy Walker : Tante Louise
- Alvy Moore : le livreur
- Chip Zien : M. Jenkins
- Bibi Osterwald : Dotty
- Tim Conway : lui-même
- Peggy Fleming : elle-même
- George McGovern : lui-même
- Terence McGovern : Joe
- James Avery : l'ouvrier
- Ellen Crawford : Mme Putnam
- Jackie Joseph : Myrna Peck
- Iron Eyes Cody : l'amérindien
- Ford Rainey : M. Hinton
- Bruce French : Ned Tate
- Jack Riley : un patient
- Robert Curtis Brown : Justin Witter
- John McCook : Brad Pettibone
- James Hampton : père Ken
- Kenneth Tigar : maman
- Tom Everett : un prisonnier
- G. W. Bailey : Kyle Nordoff
- Frances Conroy : Liz Sable
- Lindsay Price
- Russell Johnson
- Tom Virtue : père John
- Rebecca Schull : Valerie
- Leslie Jordan : L. Gardner
- Jean Sincere : Rita
- Gedde Watanabe : M. Tagadachi
- Sab Shimono : Sunatra
- Cynthia Stevenson : Nancy
- Roy Brocksmith : Bidder
- Scott Menville : Timmy
- Johnny Carson : lui-même
- Merv Griffin : lui-même
- Lisa Kudrow : Sada
- Jean Smart : elle-même
- Angela Lansbury : elle-même
- Gerald McRaney : Patrick Duffy

## Épisodes

### Première saison (1982-1983)
1. In the Beginning
2. Mrs. Newton's Body Lies A-Mould'ring in the Grave
3. Hail to the Councilman
4. Shall We Gather at the River?
5. This Probably Is Condemned
6. No Tigers at the Circus
7. The Perfect Match
8. Some Are Born Writers… Others Have Writers Thrust Upon Them
9. No Room at the Inn
10. The Senator's Wife Was Indiscreet
11. Sprained Dreams
12. The Way We Thought We Were
13. The Visitors
14. What Is This Thing Called Lust?
15. Breakfast Theater
16. Ricky Nelson, Up Your Nose
17. A View from the Bench
18. The Boy Who Cried Goat
19. Heaven Knows Mr. Utley
20. You're Homebody Till Somebody Loves You
21. Grandma, What a Big Mouth You Have
22. I Enjoy Being a Guy

### Deuxième saison (1983-1984)
1. It Happened One Afternoon: Part 1
2. It Happened One Afternoon: Part 2
3. Animal Attractions
4. The Stratford Wives
5. The Girl from Manhattan
6. Don't Rain on My Parade
7. Lady & the Tramps
8. The Man Who Came Forever
9. The Looks of Love
10. Kirk Goes for the Juggler
11. A Juf of Wine, a Loaf of Bread and POW
12. Cats
13. Curious George at the Firehouse
14. Book Beat
15. Kirk Pops the Question
16. Best Friends
17. Kirk Ties One On
18. Go, Grandma, Go
19. Leave It to the Beavers
20. Vermont Today
21. Send Her, Ella
22. New Faces of 1951

### Troisième saison (1984-1985)
1. Tell a Lie, Get a Check
2. Twenty Year Itch
3. A Hunting We Will Go
4. Miss Stephanie
5. But Seriously, Beavers
6. Tickets, Please
7. Poor Reception
8. The Fan
9. Happy Trials to You
10. Georgie's Girl
11. Pillow Fight
12. Local Hero
13. Dick Gets Larry's Goat
14. Once I Had a Secret Love
15. Lady in Wading
16. Look Homeward, Stephanie
17. My Fair Larry
18. You're Nobody Till Somebody Hires You
19. Out with the New, Inn with the Good
20. R.I.P. Off
21. The Prodigal Darryl
22. What Makes Dick Run

### Quatrième saison (1985-1986)
1. Pirate Pete
2. The Way We Ought to Be
3. Summa Cum Larry
4. Oh, That Morocco
5. Candidate Larry
6. Locks, Stocks, and Noodlehead
7. The Geezers in the Band
8. The Shape of Things
9. Write to Privacy
10. Still the Beavers
11. Much Ado About Mitch
12. Look Ma, No Talent
13. Larry's Dead, Long Live Larry
14. Stephanie Nightingale
15. The Stratford Horror Picture Show
16. I Do, Okay
17. The Snowmen Corneth
18. Will the Real Dick Loudon Please Shut Up?
19. He Ain't Human, He's My Cousin
20. Dwight Schmidlapp Is Not a Quitter
21. Tom Between Three Brothers
22. Baby, I'm Your Handyman
23. Replaceable You
24. Pre-Nups

### Cinquième saison (1986-1987)
1. Co-Hostess Twinkie
2. Camp Stephanie
3. Dick the Kid
4. High Fidelity
5. Desperately Desiring Susan: Part 1
6. Desperately Desiring Susan: Part 2
7. My Two and Only
8. Thanksgiving for the Memories
9. Utley, Can You Spend a Dime?
10. Sweet and Sour Charity
11. Everybody Ought to Have a Maid
12. Saturday in New York with George
13. Love Letters in the Mud
14. First of the Belles
15. It's My Party and I'll Die If I Want To
16. Chimes They Are a Changin'
17. Unfriendly Persuasion
18. Jail, Jail, the Gang's All Here
19. Dr. Jekyll and Mr. Loudon
20. Fun with Dick and Joanna
21. Night Moves
22. Harris Ankles PIV for Web Post
23. Good Bye and Good Riddance, Mr. Chips
24. Much to Do Without Muffin

### Sixième saison (1987-1988)
1. Here's to You Mrs. Loudon
2. Prima Darryl
3. Inn This Corner
4. Me and My Gayle
5. Reading, Writing, and Rating Points
6. Vintage Stephanie
7. Take Me to Your Loudon
8. Till Depth Do Us Part: Part 1
9. Till Depth Do Us Part: Part 2
10. Telethon Man
11. Laugh at My Wife, Please
12. Support Your Local Shifflet
13. My Three Dads
14. A Friendship That Will Last a Lunchtime
15. Presence of Malice
16. Would You Buy a Used Car from This Handyman?
17. The Buck Stops Here
18. Attention WPIV Shoppers
19. The Big Uneasy
20. Draw Partner
21. A Midseason's Night Dream
22. Newsstruck
23. The Gleeless Club
24. Courtin' Disaster

### Septième saison (1988-1989)
1. Town Without Pity
2. Apples, Apples, Apples
3. This Blood's for You
4. I Married Dick
5. Goonstruck
6. I Came, I Saw, I Sat
7. Twelve Annoyed Men… and Women
8. Home for the Hollidays
9. Shoe Business Is My Life
10. George and the Old Maid
11. Hi, Society
12. Cupcake on My Back
13. Another Saturday Night
14. The Nice Man Cometh
15. One and a Half Million Dollar Man
16. The Little Match Girl
17. Buy, Buy Blues
18. Message from Michael
19. Homes and Jo-Jo
20. Georgie and Bess
21. Murder at the Stratley
22. Malling in Love Again

### Huitième saison (1989-1990)
1. Don't Worry Be Pregnant
2. Get Dick
3. Poetry and Pastries
4. Utley Exposed
5. Ramblin' Michael Harris
6. Meet Michael Vanderkellen
7. Good Lord Loudon
8. Cupcake in a Cage
9. Attack of the Killer Aunt
10. I Like You, Butt…
11. Jumpin' George
12. Lights Camera, Contractions!
13. Beauty and the Pest
14. Good Neighbor Sam
15. Child in Charge
16. Seein' Double
17. Born to Be Mild
18. Daddy's Little Girl
19. Georgie and Grace
20. Handymania
21. Dick and Tim
22. Father Goose
23. My Husband, My Peasant
24. The Last Newhart